# 선원건설
선원건설(鮮苑建設)은 2000년 4월 충남 아산에서 창립되어 현재 경기도 가평에 영업 소재지를 둔 종합건설회사이다.
영업소재지는 경기도 가평이지만, 실질적 업무는 서울 강동구에서 운영되고 있으며, 소위, 「통일교」로 불리는 종교단체의 기업관리조직인 「세계기독교통일신령협회유지재단」과 「HJ효정글로벌재단」이 거의 절반씩 지분을 보유하고 있으며 경영권 전반에 대해서도 실질적 관리를 하고 있다.
통일교에서 운영하는 회사지만, 2023년까지 사세가 확장되는 덕분에 교인보다 일반인이 많았지만, 지금은 법정관리로 일반직원 대부분은 퇴사 당해서 통일교인 위주로 회사가 운영되고 있다.

## 현황
창업이후 큰 변동없이 내부공사에 집중했으나, 2019년 엔지니어 출신으로 기획분야 업무를 담당했던 전문경영인을 대표이사로 선임하여 운영하였으나, 2024년에 다시 통일교 교인 대표이사로 교체되었다. 그리고, 얼마뒤 법정관리를 신청하여 운영되고 있다.
2019년 해운대 군함로에 위치한 생활형숙박시설 「엘본더스테이」를 최초로 수주한 이후, 통영 디엘본, 가평설악 디엘본, 해운대 우동 디엘본등 주거분야의 연속 수주와 완판을 기록하는 모습을 보였고, SH공사 매입형 사업으로 서울지역의 오피스텔 및 도심형주택공사도 수주하며 영역을 확대했다.
주거분야 외에도 2022년 턴키로 발주한 강릉-제진 고속철도 공사에 참여하여 KTX공사를 수주했고, 다음해인 2023년에는 상봉-구리간 대심도철도공사 GTX공사를 수주하는등 기술형 입찰에 필요한 예산을 투자하며 업무영역을 확대하고 있다.
5건의 특허와 1건의 의장등록을 보유하였고, 현재는 신기술인증을 위한 산학협력과 정부지원사업에 투자를 하고 있고, 문서중앙화를 통해 로컬 저장 방식을 없애고 모든 데이터를 클라우드 저장 방식으로 개편하고 보안 시스템을 강화하는 등 새로운 업무환경을 만들어 가고있다.
고용노동부, 교육부, 산업통상자원부, 중소벤처기업부로부터 2022년 인적자원 우수기관((Best HRD)로 선정되었고, 2023년에는 청년친화강소기업에 선정될 만큼 직원의 복지와 교육분야에 많은 투자를 하는 것으로 알려져 있고, 노동인권센터로부터 안전한 현장과 노동안전지킴이 우수활동에 대한 감사패를 받아 중대재해처벌법에 맞춘 강화된 안전관리와 원만한 노사관계를 유지하고 있다.
2019년부터 불어닥친 코로나19와 최근의 경제위기 여파로 2024년 2월 법정관리를 신청해 현재는 회생진행 중이다.

## 연혁
2000년 선원건설(주) 창립
2002년 선문대학교 아산캠퍼스 본관동 준공
2003년 청심병원(현 HJ매그놀리아국제병원)준공
2006년 청심국제중고등학교/천정궁 박물관 준공, 건축분야 교육사회용 부문’ 전국 4위
2007년 김포항공산업단지 준공
2008년 용평리조트 베르데힐콘도/피크아일랜드/여수 디오션리조트콘도/워터파크 준공
2009년 토목건축공사업 시공능력평가 순위 88위
2012년 여수 디오션리조트 호텔/골프클럽하우스 준공
2013년 ㈜일화 춘천공장/청심 평화월드센터 준공/[해외]몽골 울란바타르시 서울숲 조성공사 준공
2016년 국가공무원인재개발원 신축공사/충남 명학일반산업단지 조성사업 준공
2018년 제주 서귀포 삼일 아트리움/평창 올림픽빌리지 공동주택 신축공사 준공
2020년 브랜드 런칭(ELBON the stay, De ELBON)
2021년 e대한경제 스마트 건설대상 <스마트 주상복합 대상> 수상
2022년 해운대 ELBON the stay 준공, ISO45001:2018 안전보건경영시스템 인증취득
2023년 브랜드 런칭(Le. N), 기업신용평가 A0
2024년 법정관리 개시

## 브랜드
- 지식산업센터 디벨리온(Develion)

- 레지던스호텔(2020) 엘본더스테이(ELBON the stay)
- 고급주거(2020) 디 엘본(De ELBON)
- 가구 브랜드 에리.엔(Le. N)